# Dorothy Norwood
Dorothy Norwood (Atlanta, Geórgia, Estados Unidos em 29 de novembro de 1935) é uma Cantora e Compositora de Música gospel americana. Ela começou a excursionar com sua família, com a idade de oito anos, e em 1956, começou a cantar com Mahalia Jackson. No início de 1960 ela era um membro da The Caravans, e em 1964, ela embarcou em uma carreira solo, gravando seu primeiro álbum, Johnny and Jesus. Seu álbum de 1991, ao vivo o Northern California GMWA Mass Choir que alcançou a posição número 1 no Billboard's Top Forty.

## Início da vida e do trabalho com as The Caravans
Nascida em Atlanta, Geórgia, ela começou a cantar e passear com a família, com a idade de oito anos. Em 1956, ela se mudou para Chicago, Illinois, e foi logo cantando com cantora gospel Mahalia Jackson. Pouco depois, durante o início dos anos 1960, Norwood tornou-se membro do grupo gospel The Caravans, que incluiriam tais lendas do evangelho de música como a Rainha do Gospel Albertina Walker, que também Dorothy função de modelo e confidente. Outros membros da The Caravans incluem Shirley Caesar, Inez Andrews, Delores Washington e o reverendo James Cleveland.

## Carreira solo
Norwood lançou sua carreira solo em 1964 e gravou o seu primeiro álbum Johnny and Jesus pela Savoy Records. Ela trouxe a atenção nacional e foi certificado ouro.
Em seus 50 anos, mais na indústria da Música gospel, Norwood já gravou mais de 40 álbuns, cinco dos quais foram certificados ouro. Ela também tem recebido vários prêmios e citações, incluindo seis indicações ao Grammy Award. R.E.A. Robert Estevis Award para o álbum, "The Caravans, Paved The Way" tão renomado como ela é na América, ela é tão grande na Europa. Ela já se apresentou na Alemanha, França, Suécia, Dinamarca, Holanda e Inglaterra. Em 1972 Norwood concordou em fazer uma turnê de 30 estados americanos com Mick Jagger e os Rolling Stones. Ela foi capaz de difundir o Evangelho em um campo de missão que estava praticamente fechado para artistas do gospel.

## Mais tarde na carreira
Em fevereiro de 1991, a Evangelista Norwood assinou com a Malaco Records e gravou ao vivo o Northern California GMWA Mass Choir. Foi um sucesso imediato, alcançando a posição número 1 na Billboard Top Quarenta depois de apenas 7 semanas. Seu segundo projeto ganhou uma indicação ao prêmio Stellar, bem como uma indicação ao prêmio Grammy.